# Stanisławczyk (obwód winnicki)
Stanisławczyk (ukr. Станіславчик) – wieś na Ukrainie, w obwodzie winnickim, w rejonie żmeryńskim, siedziba hromady. W 2001 liczyła 2813 mieszkańców, spośród których 2752 wskazało jako ojczysty język ukraiński, 46 rosyjski, 1 mołdawski, 9 węgierski, 2 białoruski, a 3 inny